# Parodiolyra luetzelburgii
Parodiolyra luetzelburgii är en gräsart som först beskrevs av Pilg., och fick sitt nu gällande namn av Thomas Robert Soderstrom och Fernando Omar Zuloaga. Parodiolyra luetzelburgii ingår i släktet Parodiolyra och familjen gräs. Inga underarter finns listade i Catalogue of Life.